# Summer Job
Summer Job è un reality show italiano prodotto da Banijay Italia, trasmesso sul servizio di streaming a pagamento Netflix dal 16 dicembre 2022.
Il programma, primo reality in lingua italiana della piattaforma, è condotto nella sua prima edizione da Matilde Gioli. È stato rinnovato per una seconda edizione.

## Format
Un gruppo di ragazzi, con età compresa tra i 18 e i 23 anni, scopre che deve svolgere dei lavoretti estivi di varia natura per dei "boss" italiani e autoctoni della zona al fine di godersi una vacanza e vincere un ricco montepremi. Alla fine della settimana lavorativa ricevono una "busta paga": chi la riceve vuota è a rischio eliminazione, che sarà decisa con voto palese da chi ha avuto la busta piena, o dal concorrente che ha ricevuto, per il maggiore impegno, la busta oro. Il montepremi di 100.000 € è decurtato dalle buste vuote, dai ritardi al lavoro, e da alcuni comfort accettati dai concorrenti. Il vincitore è invece deciso dai boss valutando il percorso dei finalisti.

## Location
Il reality si svolge presso Playa del Carmen, sulla costa sud-orientale del Messico.

## Edizioni
| Edizione | Conduzione    | Pubblicazione    | Episodi | Distributore | Concorrenti | Vincitore     | Montepremi | Regia       |
| -------- | ------------- | ---------------- | ------- | ------------ | ----------- | ------------- | ---------- | ----------- |
| 1ª       | Matilde Gioli | 16 dicembre 2022 | 8       | Netflix      | 13          | Sofia Carollo | 36000 €    | Angelo Poli |

## Prima Edizione
Concorrenti
| Nome                 | Età | Provenienza          | Stato                |
| -------------------- | --- | -------------------- | -------------------- |
| Sofia Carollo        | 20  | Roma                 | Vincitrice           |
| Samuele Mastrangelo  | 19  | Torino               | Secondo classificato |
| Marina Cinti         | 20  | Jesi (AN)            | Terza classificata   |
| Matthias De Donà     | 18  | Vittorio Veneto (TV) | Quarto classificato  |
| Lavinia Polizzi      | 19  | Cagliari             | Eliminata            |
| Martina Tobanelli    | 19  | Brescia              | Eliminata            |
| Pietro Fanelli       | 20  | Bari                 | Eliminato            |
| Pietro "Pit" Martini | 21  | Milano               | Eliminato            |
| Vittoria Spina       | 18  | Monza                | Non entra in gara    |
| Samay                | 23  | Riccione (RN)        | Non entra in gara    |
| Gian Marco Caggiari  | 22  | Oliena (NU)          | Eliminato            |
| Melina De Macedo     | 21  | Torino               | Eliminata            |
| Angelica Brattoli    | 21  | Molfetta (BA)        | Eliminata            |

| ....................... | 1           | 1           | 2                                                     | 2                                                     | 3                     | 4                         | 4                         | 5                                   | 5                                   | 6                                             | 6                                             | 7                             | 7                             | 8                             | 8                             | 8                             | 8                             | 8                             | Nomination totali |
| Busta paga              | N.D.        | N.D.        | Sofia Samuele Marina Lavinia Pietro Gian Marco Melina | Sofia Samuele Marina Lavinia Pietro Gian Marco Melina | N.D.                  | Sofia Matthias Gian Marco | Sofia Matthias Gian Marco | Marina Samuele Sofia Lavinia Pietro | Marina Samuele Sofia Lavinia Pietro | Lavinia Sofia Matthias Marina Martina Samuele | Lavinia Sofia Matthias Marina Martina Samuele | Marina Matthias Sofia Samuele | Marina Matthias Sofia Samuele | Marina Matthias Sofia Samuele | Marina Matthias Sofia Samuele | Sofia Samuele Marina          | Sofia Samuele Marina          | N.D.                          | Nomination totali |
| Sofia                   | SALVA       | SALVA       | Angelica                                              | Angelica                                              | SALVA                 | Melina                    | Melina                    | Matthias                            | Matthias                            | Non Votante                                   | Non Votante                                   | Martina Pietro                | Martina Pietro                | Non Votante                   | 0                             | Marina                        | Marina                        | Vincitrice (Finale)           | 0                 |
| Samuele                 | SALVO       | SALVO       | Pit                                                   | Pit                                                   | SALVO                 | Non votante               | 0                         | Gian Marco                          | Gian Marco                          | Pit                                           | Pit                                           | Martina Pietro                | Martina Pietro                | Matthias                      | Matthias                      | Non votante                   | 0                             | Secondo classificato (Finale) | 0                 |
| Marina                  | SALVA       | SALVA       | Angelica                                              | Angelica                                              | SALVA                 | Non votante               | 0                         | Pit                                 | Pit                                 | Non Votante                                   | Non Votante                                   | Pietro Lavinia                | Pietro Lavinia                | Non Votante                   | 0                             | Non Votante                   | 1                             | Terza classificata (Finale)   | 1                 |
| Matthias                | SALVO       | SALVO       | Non votante                                           | 2                                                     | SALVO                 | Melina                    | Melina                    | Non votante                         | 1                                   | Non Votante                                   | Non Votante                                   | Pietro Lavinia                | Pietro Lavinia                | Non Votante                   | 1                             | Quarto classificato (Finale)  | Quarto classificato (Finale)  | Quarto classificato (Finale)  | 4                 |
| Lavinia                 | SALVA       | SALVA       | Matthias                                              | Matthias                                              | SALVA                 | Non votante               | 0                         | Gian Marco                          | Gian Marco                          | Non Votante                                   | Non Votante                                   | Non votante                   | 2                             | Eliminata (Semifinale)        | Eliminata (Semifinale)        | Eliminata (Semifinale)        | Eliminata (Semifinale)        | Eliminata (Semifinale)        | 2                 |
| Martina                 | Non in gara | Non in gara | Non in gara                                           | Non in gara                                           | Non in gara           | Non in gara               | Non in gara               | Entra in gara                       | Entra in gara                       | Non Votante                                   | Non Votante                                   | Non votante                   | 2                             | Eliminata (Semifinale)        | Eliminata (Semifinale)        | Eliminata (Semifinale)        | Eliminata (Semifinale)        | Eliminata (Semifinale)        | 2                 |
| Pietro                  | SALVO       | SALVO       | Matthias                                              | Matthias                                              | SALVO                 | Non votante               | 0                         | Gian Marco                          | Gian Marco                          | Non votante                                   | 0                                             | Non votante                   | 4                             | Eliminato (Semifinale)        | Eliminato (Semifinale)        | Eliminato (Semifinale)        | Eliminato (Semifinale)        | Eliminato (Semifinale)        | 4                 |
| Pit                     | SALVO       | SALVO       | Non votante                                           | 2                                                     | SALVO                 | Non votante               | 0                         | Non votante                         | 1                                   | Non votante                                   | 1                                             | Eliminato (Puntata 6)         | Eliminato (Puntata 6)         | Eliminato (Puntata 6)         | Eliminato (Puntata 6)         | Eliminato (Puntata 6)         | Eliminato (Puntata 6)         | Eliminato (Puntata 6)         | 4                 |
| Gian Marco              | SALVO       | SALVO       | Pit                                                   | Pit                                                   | SALVO                 | Melina                    | Melina                    | Non votante                         | 3                                   | Eliminato (Puntata 5)                         | Eliminato (Puntata 5)                         | Eliminato (Puntata 5)         | Eliminato (Puntata 5)         | Eliminato (Puntata 5)         | Eliminato (Puntata 5)         | Eliminato (Puntata 5)         | Eliminato (Puntata 5)         | Eliminato (Puntata 5)         | 3                 |
| Melina                  | SALVA       | SALVA       | Angelica                                              | Angelica                                              | SALVA                 | Non votante               | 3                         | Eliminata (Puntata 4)               | Eliminata (Puntata 4)               | Eliminata (Puntata 4)                         | Eliminata (Puntata 4)                         | Eliminata (Puntata 4)         | Eliminata (Puntata 4)         | Eliminata (Puntata 4)         | Eliminata (Puntata 4)         | Eliminata (Puntata 4)         | Eliminata (Puntata 4)         | Eliminata (Puntata 4)         | 3                 |
| Angelica                | SALVA       | SALVA       | Non votante                                           | 3                                                     | Eliminata (Puntata 2) | Eliminata (Puntata 2)     | Eliminata (Puntata 2)     | Eliminata (Puntata 2)               | Eliminata (Puntata 2)               | Eliminata (Puntata 2)                         | Eliminata (Puntata 2)                         | Eliminata (Puntata 2)         | Eliminata (Puntata 2)         | Eliminata (Puntata 2)         | Eliminata (Puntata 2)         | Eliminata (Puntata 2)         | Eliminata (Puntata 2)         | Eliminata (Puntata 2)         | 3                 |
|                         |             |             |                                                       |                                                       |                       |                           |                           |                                     |                                     |                                               |                                               |                               |                               |                               |                               |                               |                               |                               |                   |
| Vittoria                | Non in gara | Non in gara | Non in gara                                           | Non in gara                                           | Non in gara           | Non in gara               | Non in gara               | Non votante                         | Non entra in gara (puntata 5)       | Non entra in gara (puntata 5)                 | Non entra in gara (puntata 5)                 | Non entra in gara (puntata 5) | Non entra in gara (puntata 5) | Non entra in gara (puntata 5) | Non entra in gara (puntata 5) | Non entra in gara (puntata 5) | Non entra in gara (puntata 5) | Non entra in gara (puntata 5) | 0                 |
| Samay                   | Non in gara | Non in gara | Non in gara                                           | Non in gara                                           | Non in gara           | Non in gara               | Non in gara               | Non votante                         | Non entra in gara (puntata 5)       | Non entra in gara (puntata 5)                 | Non entra in gara (puntata 5)                 | Non entra in gara (puntata 5) | Non entra in gara (puntata 5) | Non entra in gara (puntata 5) | Non entra in gara (puntata 5) | Non entra in gara (puntata 5) | Non entra in gara (puntata 5) | Non entra in gara (puntata 5) | 0                 |

Legenda:
     Il concorrente è in finale.
     Il concorrente ottiene la busta paga ed è salvo/a.
     Il concorrente ottiene la busta paga oro e può decidere chi eliminare.
     Il concorrente non ha preso la busta paga ed è a rischio eliminazione.
     Il concorrente è stato eliminato
     Il concorrente non entra in gara in quanto non ha ricevuto la busta paga.

Boss
| Boss                     | Settimana 1       | Settimana 2           | Settimana 3                     | Settimana 4           | Settimana 5          | Settimana 6                   | Settimana 6          | Settimana 6   |
| ------------------------ | ----------------- | --------------------- | ------------------------------- | --------------------- | -------------------- | ----------------------------- | -------------------- | ------------- |
| Antonella Beauty Center  | Matthias Sofia    |                       |                                 |                       |                      |                               |                      |               |
| Antonello Panificio      |                   | Matthias Sofia        |                                 |                       | Marina Matthias      |                               |                      |               |
| Aramis Dive Center       | Pietro Pit        | Lavinia Samuele       |                                 |                       |                      |                               |                      |               |
| Clinzia Event Planner    |                   |                       |                                 |                       |                      | Marina Matthias Samuele Sofia | Marina Samuele Sofia | Samuele Sofia |
| Cristian Wedding Planner |                   |                       | Martina Samay Vittoria          |                       | Lavinia Martina      |                               |                      |               |
| Giovanni Tour Operator   |                   |                       |                                 | Marina Samuele        |                      |                               |                      |               |
| Luca Manutenzione        |                   | Marina Gian Marco Pit | Lavinia Marina Matthias Samuele |                       |                      |                               |                      |               |
| Luca Ristorante di lusso |                   |                       |                                 | Martina e Pietro      |                      |                               |                      |               |
| Mario Giardinaggio       |                   |                       | Gian Marco Pietro Pit Sofia     |                       |                      |                               |                      |               |
| Ricardo Monkey Sanctuary | Gian Marco Melina |                       |                                 | Matthias Pietro Pit   |                      |                               |                      |               |
| Simone Ristorante        | Lavinia Marina    |                       |                                 |                       | Pietro Samuele Sofia |                               |                      |               |
| Verena Luxury Hotel      | Angelica Samuele  | Melina Pietro         |                                 | Lavinia Martina Sofia |                      |                               |                      |               |

Legenda:
 Il boss fornisce la busta paga.
 Il boss non fornisce la busta paga.
 Il boss fornisce la busta paga d'oro.
 Il boss fornisce la busta paga dando la possibilità ad un concorrente di entrare in gara.
 Il boss non fornisce la busta paga ad un concorrente, che non entra in gara.
 Il boss fornisce un'unica busta paga per un lavoro extra: il montepremi aumenta di €5.000.